# Dhauladhar
De Dhauladhar is een bergketen in de Indiase Himalaya, in de Indiase deelstaat Himachal Pradesh.
De Dhauladhar is vanuit de vlakte in de verte te zien als een rij witte bergen. Het zijn vanuit het zuiden gezien de eerste echt hoge bergen, na de lagere Siwaliks (deze worden hills genoemd maar zijn soms over de 2000 m hoog) bij Dharamsala en Mandi.
De hoogste top heet ook Dhauladhar en is ongeveer 5639 m hoog. Aan de noordkant wordt de Dhauladhar begrensd door de Chambavallei.
De Dhauladhar ontvangt twee keer per jaar een moesson, zodat de hellingen begroeid zijn met dichte bossen van dennen en himalayaceders.
De lokale bevolking in de bergketen zijn Gaddi's, die leven van de veeteelt. Vanwege de goede bereikbaarheid vanuit Delhi is de Dhauladhar een populaire toeristenbestemming. Een populaire wandeltocht is bijvoorbeeld van Dharamsala over de Dhauladhar heen naar Chamba.